# Алыча 'Подарок Санкт-Петербургу'
Алыча 'Подарок Санкт-Петербургу' — универсальный сорт гибридного происхождения, раннего срока созревания.
Группа гибридов, в которую входит алыча 'Подарок Санкт-Петербургу' называется — русская слива (лат. Prunus ×rossica Erem.).  Это принципиально новая косточковая культура, созданная в России в XX веке в результате гибридизации алычи и сливы китайской. Сочетает высокую продуктивность и выносливость алычи с крупноплодностью и хорошими вкусовыми качествами. Идею названия «слива русская» предложили американцы после знакомства с алычой гибридной. Алыча входит в род Слива, а большинство её гибридов выведены в России.
Русские сливы регистрируются ФГУ «Государственная комиссия Российской Федерации по испытанию и охране селекционных достижений» под родовым названием Алыча.
Включён в Государственный реестр селекционных достижений в 1999 году по Северо-Западному региону.

## Происхождение
|  |                                                                         |  |  |  |  |  |  |  |  |  |  |  |  |  |  |  |
|  | Слива китайская 'Уссурийская красная 389' (syn.: 'Красная крупная 389') |  |  |  |  |  |  |  |  |  |  |  |  |  |  |  |
|  |                                                                         |  |  |  |  |  |  |  |  |  |  |  |  |  |  |  |
|  |                                                                         |  |  |  |  |  |  |  |  |  |  |  |  |  |  |  |
|  | Слива китайская 'Скороплодная'                                          |  |  |  |  |  |  |  |  |  |  |  |  |  |  |  |
|  |                                                                         |  |  |  |  |  |  |  |  |  |  |  |  |  |  |  |
|  |                                                                         |  |  |  |  |  |  |  |  |  |  |  |  |  |  |  |
|  | Prunus simonii                                                          |  |  |  |  |  |  |  |  |  |  |  |  |  |  |  |
|  |                                                                         |  |  |  |  |  |  |  |  |  |  |  |  |  |  |  |
|  |                                                                         |  |  |  |  |  |  |  |  |  |  |  |  |  |  |  |
|  | Prunus 'Climax' (syn.: Слива 'Клаймекс')                                |  |  |  |  |  |  |  |  |  |  |  |  |  |  |  |
|  |                                                                         |  |  |  |  |  |  |  |  |  |  |  |  |  |  |  |
|  |                                                                         |  |  |  |  |  |  |  |  |  |  |  |  |  |  |  |
|  | Слива китайская (Prunus salicina)                                       |  |  |  |  |  |  |  |  |  |  |  |  |  |  |  |
|  |                                                                         |  |  |  |  |  |  |  |  |  |  |  |  |  |  |  |
|  |                                                                         |  |  |  |  |  |  |  |  |  |  |  |  |  |  |  |
|  | Алыча 'Подарок Санкт-Петербургу'                                        |  |  |  |  |  |  |  |  |  |  |  |  |  |  |  |
|  |                                                                         |  |  |  |  |  |  |  |  |  |  |  |  |  |  |  |
|  |                                                                         |  |  |  |  |  |  |  |  |  |  |  |  |  |  |  |
|  | Алыча 'Пионерка' (сорт выделен среди местных форм алычи Крыма)          |  |  |  |  |  |  |  |  |  |  |  |  |  |  |  |
|  |                                                                         |  |  |  |  |  |  |  |  |  |  |  |  |  |  |  |
|  |                                                                         |  |  |  |  |  |  |  |  |  |  |  |  |  |  |  |

## Биологическое описание
Дерево слабо- или среднерослое с широкораскидистой плакучей густой кроной и коротким штамбом.
Листья относительно мелкие, удлинённо-овальные с сильно заострённой верхушкой, глянцевые, голые, ярко-светло-зелёные, сильно изогнутые у основания лодочкой, с волнистым краем. Цветёт и плодоносит на букетных веточках и на ростовых побегах. Из одной почки образуется по 2—4 цветка. Бутоны и лепестки белые, венчик малый, 16 мм в диаметре, блюдцевидной формы. Лепестки мелкие, широкоовальные, с волнистым краем. Тычинок — 15, нити прямые, длиной 7 мм, пыльники жёлтые. Пестик слабо изогнут, рыльце овальной формы, располагается выше пыльников. Чашечка бокальчатой формы, с овальными чашелистиками, слабоопушенными с внутренней стороны.
Плоды массой 12 г, удлинённо-яйцевидные, со слегка заострённой верхушкой и мало заметным брюшным швом, яркие, жёлто-оранжевые, с нежным ароматом. Кожица тонкая, эластичная, со слабым восковым налётом и светло-жёлтыми подкожными точками. Мякоть ярко-жёлтая, сочная, тонковолокнистая, с гармоничным кисло-сладким вкусом. Плоды содержат сухих веществ 16 %, сахаров 8 %, свободных кислот 2,9 %, аскорбиновой кислоты 12 мг/100г, пектинов 0,76 %, биофлавоноидов от 1065 мг/100г, каротиноидов 1,7 мг/100 г. Косточка массой 0,8 г, округло-овальная, гладкая, с заострённой верхушкой, составляет 5,5 % от массы плода, плохо отделяется от мякоти. Сорт универсального назначения, плоды обладают отличными десертными и консервными свойствами. Дегустационная оценка: 4,4 балла.
Растения начинают плодоносить на 3—4 год после прививки. Цветение происходит в ранние сроки — 6—21 мая, а созревание в среднеранние сроки — 8-28 августа. Лучшими опылителями являются сорта алычи 'Павловская Жёлтая' и 'Пчельниковская'.
Сорт отличается регулярным плодоношением, в возрасте 10  в среднем дает 27 кг с дерева, максимально — 60 кг. Средняя урожайность — 97,6 ц/га.
Достоинства сорта: стабильная высокая урожайность, хорошая зимостойкость, отличная восстановительная способность вегетативной части растения после механических повреждений. В естественных условиях в эпифитотийные годы монилиозом плодов поражается до 2 баллов, клястероспориозом листьев — до 1 балла, а тлей и зимней пяденицей повреждается на 1 балл.

Недостатки сорта: при значительных ранневесенних перепадах температур повреждаются цветковые почки, сорт самобесплодный, плоды при полном созревании могут осыпаться; при значительных перепадах температуры воздуха в конце зимы и ранней весной подмерзают цветковые почки. В опыте с искусственным промораживанием однолетних побегов в середине февраля до −28ºС погибло 55 % цветковых почек, а при −35ºС погибло 95 % цветковых почек. Ткани коры и древесины верхушек побегов были повреждены на 1 балл.

## В культуре
Зимостойкость высокая, засухоустойчивость средняя. Сорт устойчив к комплексу основных болезней.
Сорта русской сливы, выведенные и рекомендованные для выращивания в южной зоне, отличаются от вишни и сливы более длительным периодом активного вегетирования. Из-за затяжного роста побегов осенью к моменту выкопки саженцы плохо вызревают, а зимой чаще повреждаются морозами и иссушаются в прикопе. Поэтому весенняя посадка не всегда бывает удачной.
Посадку осуществляют в яму 60 на 80 см и глубиной 40—50 см, в центре рекомендуется установить кол. Верхний плодородный слой вынутого грунта смешивают с перегноем, добавляют 200 г фосфорных и 60 г калийных удобрений. Калийные удобрения можно заменить древесной золой — 0,5 кг на посадочную яму. Свежий навоз, азотные удобрения и известь в посадочную яму вносить не рекомендуется.
Формирующую обрезку слишком длинных молодых побегов рекомендуется производить . Нужно поймать момент, когда рост побегов только-только прекратился, и укоротить их на 20 сантиметров. Омолаживающая обрезка производится на 8—10-й год роста. Техника омоложения такая же, как и для других плодовых культур.